# Madonna col Bambino in trono (Bartolomeo Vivarini)
La Madonna col Bambino in trono è un dipinto di Bartolomeo Vivarini realizzato circa nel 1485 e conservato nella chiesa di San Bartolomeo a Almenno San Bartolomeo.

## Storia
Bartolomeo Vivarini aveva ereditato la bottega di pittura del fratello maggiore Antonio, da cui aveva avuto la sua formazione artistica, ed aveva però proseguito il suo studio spostandosi a Padova, dove studiò le opere del Mantegna e dello Squarcione. Trovandosi poi, verso la fine del Quattrocento, in difficoltà a ottenere nuove commissioni essendo ormai Venezia catturata completamente dai nuovi artisti come Antonello da Messina e Giovanni Bellini, e dal suo nipote Alvise Cima, dovette quindi cercare territori più periferici che ancora non avevano colto il nuovo stile rinascimentale.
Il dipinto di Almenno è uno delle prime commissioni che l'artista ebbe sul territorio bergamasco e che proseguirono per una decina di anni influenzandone il territorio in particolare in val Seriana. Questo dipinto però l'artista lo eseguì a Venezia come indicato nel cartiglio ai piedi dell'opera. Si considera quindi che il dipinto fu commissionato da migrante, trasferitosi da Almenno per motivi di lavoro, ma che, dopo aver raggiunto una buona situazione economica, voleva fare dono alla comunità originaria, dono che doveva testimoniare nel suo paese d'origine anche il suo alto raggiungimento sociale.

## Descrizione e stile
Il dipinto è conservato come pala d'altare della cappella a sinistra della chiesa di San Bartolomeo, dedicata a san Timoteo in posizione poco visibile. Il dipinto era la parte centrale di un trittico che aveva ai lati le due tavole raffiguranti san Giovanni Battista e san Bartolomeo Apostolo, andati perduti nel XVIII secolo. Si è considerato che il lavoro fosse completo anche di una cimasa che si vorrebbe identificare nel Cristo morto e due angeli conservato a Greenville negli Stati Uniti.
Il dipinto della Madonna col Bambino era un soggetto devozionale molto presente nel rinascimento veneziano, che vuole testimoniare la Vergine assisa in trono che è il trono del figlio identificabile come sede del suo concepimento, il soggetto veniva anche detto Madonna in maestà.
Il trono su cui è seduta la Vergine è dipinto in marmo grigio-rosato dallo stile classico, posto su di un basamento marmoreo, mentre la parte superiore, dietro i personaggi, è inserito uno stendardo purpureo che stacca e evidenzia le due figure dallo sfondo oro. La raffigurazione è in stile tardogotica riprendendo iconografie bizantine. Il Bambino posto sul cuscino in posizione scomposta, sgambettante, gioca con un uccellino e viene trattenuto dolcemente dalla Madonna. Il Bambino volge lo sguardo alla madre che contrariamente, lo abbassa verso il cardellino, e qui l'artista volle raffigurare il pensiero della Madonna volto già al giorno in cui il Figlio la dovrà lasciare. Il cardellino è da sempre simbolo dell'umanità redenta. il termine cardeulis è fin dal medioevo volelgato al cardo pianta spinosa. L'uccellino è raffigurato con le ali aperte, con il desiderio di volare via. Il basamento ospita un cartiglio riportante la scritta FACTUM VENETUS PER BARTHOLOMEUS VIVARIUM DE MURIANO PINXIT 1485.
Vi è un errore in questa raffigurazione: la mano del piccolo Gesù che trattiene l'uccellino pur essendo la sinistra viene dipinta come la destra. Si considera che l'errore è una imprecisione nata dal ripetere di un cartone modello. Il soggetto fu riproposto altre volte dal Vivarini, almeno in altri due casi di cui un dipinto conservato presso la pinacoteca dell'Accademia Carrara e parte del Polittico di San Cristofoto conservato nella Pinacoteca Ambrosiana.